# Bianor punjabicus
Bianor punjabicus är en spindelart som beskrevs av Dmitri Viktorovich Logunov 2000 [200. Bianor punjabicus ingår i släktet Bianor och familjen hoppspindlar. Inga underarter finns listade.